# 中原王朝
中原王朝（ちゅうげんおうちょう）は、中原（黄河中下流域にある平原）に都を定めた王朝を通常指す。漢民族によって建てられた王朝だけでなく、モンゴル系民族や満洲民族といった非漢民族の王朝も含まれる。
中原王朝は学術的には2つの定義を有する。1つは漢民族を中心とした王朝であり、これは「華夏王朝」とも呼ばれ、秦、漢、宋、明が例としてあげられる。もう1つは、中原の漢地（漢民族が多い土地）を中心に発展した非漢民族を統治者とした王朝であり、金、元、清がある。歴史的に、中原王朝の定義は「王朝国家」から「現代国家」への転換を経験してきている。19世紀以来、民族危機の深まりのため、中華民族の民族国家が最終的に中原国家の概念に取って代わった。
中原王朝の天下観は以下の4層に分かれる: 漢地十八省は中心となる直接統治領域; 冊封、羈縻、土司により間接統治される辺疆; 中華朝貢体制に属するその他の国家; これらより外にある土地、すなわち化外之地。その中心となる天下は変化し続ける。中原王朝の天下観はしばしば中原を中心とし、モンゴルの征服王朝はその統治者自身を中心とする多元世界である。
夏から北宋の滅亡まで、統治の正当性を備えた王朝の大多数は中原に都を定めた。例外は東晋、南宋、南明である。中原に都を定めた皇帝は自身を正統な天子とみなした。これらには非漢族の五代十国、鮮卑族の北魏、女真族の金、モンゴル民族の元が含まれる。ドイツの歴史学者カール・ウィットフォーゲルの学説によれば、非漢族王朝はさらに「浸透王朝」と「征服王朝」に分類される。前者は魏晋南北朝時代に漢地の北部に侵入して建てられた政権を指す。これらの政権は漢文化を吸収し、最終的には完全に漢化されたのに対して、後者は漢地を征服した後、選択的に漢化はしたが、自身の民族の文化を堅持した王朝であり、これらには非漢民族が建てた王朝である遼、金、元、清が含まれる。